# 射影直線
数学の特に射影幾何学における射影直線（しゃえいちょくせん、英: projective line）は、俗に言えば通常の直線に無限遠点と呼ばれる補助的な点を付け加えて延長したものである。これにより、初等幾何学における多くの定理の主張や証明が（特別な場合を除く必要が無くなり）簡素な記述になる。例えば、二つの相異なる射影直線は射影平面においてちょうど一点において交わる（「平行」な場合は存在しない）。
射影直線の定式化には同値な多くの方法が存在する。もっとも広く用いられるのは、射影直線を二次元ベクトル空間内の一次元部分線型空間全体の成す集合として定義するものである。これはより一般の射影空間の定義の特別の場合になっている。

## 斉次座標系
体 K 上の射影直線 P1(K) の各点は斉次座標（の同値類）によって表される。これは K の同時には零にならない元の対
{\displaystyle [x_{1}:x_{2}]}
として書かれ、この形の二つの対に対して一方が他方の非零定数倍となるならば同値:
{\displaystyle [x_{1}:x_{2}]\sim [\lambda x_{1}:\lambda x_{2}]\quad (\exists \lambda \neq 0)}
というものである。

## 直線を無限遠点まで延長する
P1(K) は「直線」K を無限遠点で延長したものと同一視することができる。より具体的には、直線 K は P1(K) の {[x : 1] ∈ P1(K)  |  x ∈ K} なる部分集合と同一視され、これは「無限遠点」 ∞ = [1 : 0] をただ一点だけ除く全ての P1(K) の各点を被覆する。
この標準的な埋め込みに従って K 上の算術を、以下のような追加の規則:
{\displaystyle {\frac {1}{0}}=\infty ,\quad {\frac {1}{\infty }}=0,}
{\displaystyle x\cdot \infty =\infty \quad (x\neq 0),}
{\displaystyle x+\infty =\infty \quad (x\neq \infty )}
を定めて P1(K) まで延長することができる。斉次座標に関して書けば、（式中に [0 : 0] が発生しない限りにおいて）
{\displaystyle [x_{1}:x_{2}]+[y_{1}:y_{2}]=[x_{1}y_{2}+y_{1}x_{2}:x_{2}y_{2}],}
{\displaystyle [x_{1}:x_{2}]\cdot [y_{1}:y_{2}]=[x_{1}y_{1}:x_{2}y_{2}],}
{\displaystyle [x_{1}:x_{2}]^{-1}=[x_{2}:x_{1}]}
が成り立つ。

## 例

### 実射影直線
実数体 R 上の射影直線を実射影直線と呼ぶ。これは実数直線 R = R1 に理想化された一つの無限遠点 ∞ を付け加えたものとしても考えられ、R1 の両端点は無限遠で接合されて閉路（位相的な意味での円周）を成す。
これは例えば、実平面 R2 の各点を単位円周の上への射影して対蹠点を同一視することで得られる。群論の言葉で言えば、円周群をその部分群 {1, −1} で割った剰余群である。
実数直線 R1 に相異なる二つの無限遠点 ∞, −∞ を付け加えて得られる補完数直線の場合と比較せよ。

### 複素射影直線
複素数体 C 上の射影直線を複素射影直線と呼ぶ。複素直線（複素数平面、ガウス平面）C = C1 に一つの無限遠点 ∞ を付け加えて得られる空間は、位相的には球面となる。故に複素射影直線はリーマン球面とも呼ばれる（ガウス球面と呼ばれることもある）。これはもっとも単純なコンパクトリーマン面の例として複素解析、代数幾何学、複素多様体論などで常用される。

### 有限射影直線
q-元からなる有限体 Fq 上の射影直線は q + 1 点からなる。他の全ての側面に関して他の種類の体上の射影直線と何ら変わることはない。例えば、斉次座標 [x : y] を用いれば、このうちの q 点は [a : 1] (a ∈ Fq) の形で得られ、残る無限遠点は [1 : 0] で表される。

## 対称性の群
極めて一般に、K に係数を持つ射影変換群が射影直線 P1(K) に作用する。この群はこれら変換が射影的な特性を持つことを強調して PGL2(K) と書かれる。この作用は推移的であり、したがって P1(K) は PGL2(K) の等質空間となる。作用が推移的であるとは、任意の点 Q を別の任意の点 R に写すような射影変換が必ず存在するということである。従って P1(K) 上の「無限遠点」とは座標系を選んだことによって生じた「人工物」に過ぎないのである。実際、斉次座標 [X : Y] ~ [λX : λY] は二次元平面の非零な点 (X, Y) が載った一次元部分空間を表すが、射影直線の対称性によって点 ∞ = [1 : 0] は他の点に写されるのだから、それらを区別する必要はない。
より強い事実が成立する。相異なる任意の三点 Qi (i = 1, 2, 3) が与えられたとき、それを適当な射影変換を選んで他の任意の三点 Ri (i = 1, 2, 3) に写すことができる（三重推移性）。組に属する点の数は、PGL2(K) は三次元なので、これ以上増やすことができない。即ち、この群作用は鋭三重推移的である。このことの計算論的側面として 複比がある。実際、逆のことが一般化された形で成り立つ: 「体」を「KT-体」（乗法逆元をとる操作を適当な種類の対合に一般化する）に置き換え、「PGL」もそのような場合の射影線型写像に一般化して考えるとき、任意の鋭三重推移的群作用は必ず射影直線への一般化された PGL2(K) の作用に同型である。

## 代数曲線としての性質
射影直線は代数曲線の基本的な例である。代数幾何学の観点からは、P1(K) は種数 0 の非特異曲線になる。K が代数閉体ならば、そのような曲線はK-有理同値の違いを除いて一意である。一般に、種数 0 の非特異曲線は K 上の円錐曲線 C に K-有理同値であり、それ自身が射影直線と双有理同値となるための必要十分条件は C が K 上定義された点 P を持つことである。幾何学的にはそのような点 P を明示的な双有理同値を作るための原点として利用できる。
射影直線の函数体は、一つの不定元 T に関する K 上の有理函数体 K(T) である。K(T) の K-自己同型群は、上でも述べた PGL2(K) に他ならない。 
K 上の代数多様体 V の任意の函数体 K(V) は（一点を除いて）K(T) に同型な部分体を含む。双有理幾何学の観点からは、これは V から P1(K) への定数でない有理写像が存在することを意味する。その像は P1(K) の有限個の点のみが落ちており、また典型点 P の逆像は次元 dim V − 1 となる。これは代数幾何学における次元に関する帰納的方法の出発点である。有理写像は複素解析における正則函数に対応する役割を果たし、そして実際コンパクトリーマン面の場合には両者の概念は一致する。
いま V を一次元とすれば、P1(K) の「上に」存在する典型代数曲線 C の描像が得られる。C は非特異と仮定して（これは K(C) から始めて一般性を失わない）、そのような有理写像 C → P1(K) が実は至るところ定義されることが証明できる（特異点が存在する場合にはこの限りでない。実際、例えば曲線が自己交叉する二重点を有理写像で写した結果は不定となりうる）。このことが描写する主要な幾何学的特性は分岐である。 
例えば超楕円曲線のような、多くの直線が射影直線の分岐被覆として抽象的に表すことができる。リーマン–フルヴィッツの公式によれば、種数は分岐の種類のみに依存する。
有理曲線とは射影直線と双有理同値な曲線を言い（有理多様体を参照）、その種数は 0 である。射影空間 Pn 内の有理正規曲線 は、真の部分線型空間内に含まれることのない有理曲線をいう。その射影同値の違いを除いて唯一知られた例は、斉次座標に関して
[1 : t : t2 : … : tn]
と媒介変数を用いて与えられる。最初の興味深い例は三次撓線の項を見よ。